# Федерални рат
Федерални рат (шп. Guerra Federal), познат као Велики рат или Петогодишњи рат био је грађански рат у Венецуели који је трајао од 1859. до 1863. године, а вођен је између Конзервативне странке и Либералне странке око монопола који је Конзервативна странка држала над владајућим функцијама, власништвом земље и њихова непопустљивост при одобравању било каквих реформи. Ово је довело Либерале, познате као и Федералисти, до тога да траже већу аутономију за провинције, то јест, федерализам за Венецуелу.
Овај рат је био највећи и најкрвавији грађански у Венецуели од њене независности од Шпаније 5. јула 1811. године. Стотине хиљада људи је умрло због насиља, или због глади или болести. Венецуела је тада имала само мало изнад милион становника.

## Детаљи
Наводи се да је диктаторска владавина браће Монагас, Хосе Тадеа Монагаса и Хосе Грегориа Монагаса, спречила хаос који је довео до Федералног рата. Њихови режими стварали су фискалне проблеме и спроводили акције централне владе којима је умањена аутономија и власт венецуеланских провинција.
Федерални рат је примарно био герилски рат, вођен од стране Федералиста без централизованог вођства. Вођене су само три конвенционалне битке:
- Битка код Санте Инес (10. децембра 1859), победа федералистичких снага
- Битка код Копле (17. фебруар 1860), победа владиних снага
- Битка код Бучивакое (26-27 децембар 1862)

Сукоби су се завршили потписивањем примирја у Кочеу априла 1863. Уговор је потписан након победе федералистичког генерала Хуана Хрисостома Фалкона, који је формирао нову коалицију у којој је био и Антонио Гузман Бланко. Када се рат коначно завршио, било је више од сто хиљада мртвих док је економија Венецуеле била десеткована и упала у велики спољни дуг.